# Eleccions legislatives islandeses de 1956
Les eleccions legislatives islandeses de 1956 es van dur a terme el 24 de juny d'aquest any per a escollir als membres de l'Alþingi. El més votat fou el Partit de la Independència, però Hermann Jónasson fou primer ministre d'Islàndia d'un govern de coalició entre progressistes i socialdemòcrates.

## Resultats electorals
| Partits                  | Partits                               | Vots   | %     | Escons per cambra | Escons per cambra | Escons per cambra | Escons per cambra |
| Partits                  | Partits                               | Vots   | %     | Baixa             | +/−               | Alta              | +/−               |
| ------------------------ | ------------------------------------- | ------ | ----- | ----------------- | ----------------- | ----------------- | ----------------- |
|                          | Partit de la Independència (D)        | 35.027 | 42,37 | 13 / 35           | 1                 | 6 / 17            | 1                 |
|                          | Aliança Popular (G)                   | 12.422 | 19,18 | 5 / 35            | =                 | 3 / 17            | 1                 |
|                          | Partit Socialdemòcrata (A)            | 15.153 | 18,33 | 6 / 35            | 2                 | 2 / 17            | =                 |
|                          | Partit Progressista (B)               | 12.925 | 15,63 | 11 / 35           | 1                 | 6 / 17            | =                 |
|                          | Partit de la Preservació Nacional (F) | 3.706  | 4,48  | 0 / 35            | 2                 | 0 / 17            | =                 |
|                          | Independents                          | 8      | 0,01  | 0 / 35            | Nou               | 0 / 17            | Nou               |
|                          |                                       |        |       |                   |                   |                   |                   |
| Vots vàlids              | Vots vàlids                           | 82.678 | 98,01 |                   |                   |                   |                   |
| Vots blancs i nuls       | Vots blancs i nuls                    | 1.677  | 1,99  |                   |                   |                   |                   |
| Total                    | Total                                 | 84.355 | 100   | 35                | =                 | 17                | =                 |
| Abstenció                | Abstenció                             | 7.263  | 7,93  |                   |                   |                   |                   |
| Inscrits / participation | Inscrits / participation              | 91.618 | 92,07 |                   |                   |                   |                   |